# Minister van Binnenlandse Zaken v. Fourie
Minister van Binnenlandse Zaken en een ander v. Fourie en een ander; Lesbian and Gay Equality Project et al. v. Minister van Binnenlandse Zaken et al. (1 december 2005, nr. CCT 60/04 en CCT 10/05) is de roepnaam van een op 1 december 2005 door het Constitutioneel Hof van Zuid-Afrika gewezen arrest, dat ziet op het recht om te trouwen van koppels van hetzelfde geslacht in Zuid-Afrika. De rechtszaak leidde ertoe dat het homohuwelijk in Zuid-Afrika werd gelegaliseerd.

## Achtergrond
De zaak vloeit voort uit een voorgaande zaak van het lesbische koppel Fourie en Bonthuys voor het Opperste Hof van Beroep in Zuid-Afrika. Het Opperste Hof van Beroep oordeelde op 30 november 2004 dat de definitie van het huwelijk zoals vermeld in het Rooms-Hollands recht ongrondwettelijk is, omdat deze discrimineert op basis van seksuele geaardheid.
De regering van Zuid-Afrika ging in hoger beroep tegen de uitspraak waardoor de zaak voor het Constitutioneel Hof werd gebracht. De regering stelde dat een grote verandering in de definitie van het huwelijk in de grondwet een aangelegenheid is van het Parlement van Zuid-Afrika en niet aan het gerechtshof. Fourie en Bonthuys gingen in tegenberoep door te stellen dat de Huwelijkswet (1961) aangepast dient te worden, zodat huwelijken van homoseksuele koppels meegerekend kunnen worden. Bij het verzoek van het Ministerie van Binnenlandse Zaken Minister traden de conservatieve Doctors For Life International, John Jackson Smyth en The Marriage Alliance of South Africa op als amicus curiae. In tussentijd had het Lesbian and Gay Equality Project (LGEP) een afzonderlijke rechtszaak aangespannen die eveneens de grondwettelijkheid van de Huwelijkswet betwistte. Het Constitutioneel Hof gaf toestemming aan het verzoek van het LGEP om de zaak tegelijkertijd met de Fourie-zaak te behandelen.

## Samenstelling van de kamer
De zaak werd op 17 mei 2005 behandeld door een kamer van tien rechters en was als volgt samengesteld:
- Pius Langa
- Tholie Madala
- Yvonne Mokgoro
- Dikgang Moseneke
- Sandile Ngcobo
- Catherine O'Regan
- Albie Sachs
- Thembile Skweyiya
- Zak Yacoob
- Johann van der Westhuizen

## Arrest
Het arrest werd geschreven door rechter Albie Sachs en gepubliceerd op 1 december 2005. Alle rechters oordeelden unaniem dat de definitie van het huwelijk in het Rooms-Hollands recht en sectie 30(1) van de Huwelijkswet (1961) niet in overeenstemming is met de grondwet en daarom ongeldig is, in zoverre dat het homoseksuele koppels geen toegang geeft tot de status en voordelen van het huwelijk die heteroseksuele koppels hebben. Het arrest baseert zich op de grondwet van Zuid-Afrika, waarin expliciet vermeld wordt dat discriminatie op basis van seksuele geaardheid verboden is.
Daarnaast oordeelden negen van de tien rechters dat het Parlement van Zuid-Afrika tot 12 maanden de tijd kreeg om de grondwet te amenderen. Catherine O'Regan stemde hier niet mee in. O'Regan stelde dat het Constitutioneel Hof de definitie van het huwelijk in het Rooms-Hollands recht had moeten aanpassen zodat homoseksuele koppels meegerekend worden, zodat de wet meteen rechtsgeldig was.

## Gevolgen van het arrest
Op 14 november 2006 stemde een ruime meerderheid (230 tegen 41) van de Nationale Vergadering in met een wetsvoorstel om het huwelijk open te stellen voor koppels van hetzelfde geslacht. De Nationale Raad van de Provincies volgde op 28 november 2006 met 36 stemmen voor en elf tegen. De invoering van het homohuwelijk volgde ten slotte op 30 november 2006 toen de wet werd ondertekend door vicepresident Phumzile Mlambo-Ngcuka, net voor het einde van het door het Constitutioneel Hof gestelde tijdskader.
Zuid-Afrika werd het vijfde land ter wereld waar koppels van hetzelfde geslacht konden trouwen. Nederland, België, Canada en Spanje gingen al voor.